# Francisco Rico
Francisco Rico Manrique (Barcellona, 28 aprile 1942 – Barcellona, 27 aprile 2024) è stato un critico letterario e ispanista spagnolo.

## Biografia
Discepolo di José Manuel Blecua e Martín de Riquer, fu professore in visita all'Università Johns Hopkins nel 1965-1966. Fu docente di letteratura ispanica medievale all'Università autonoma di Barcellona e membro della Real Academia Española dal 1987, così come dell'Académie des inscriptions et belles-lettres, della British Academy, dell'Accademia dei Lincei e dell'Institut de France.
Curò classici medievali e del Siglo de Oro spagnolo, in particolare il Quijote, e scrisse sulla letteratura e la storia medievale e rinascimentale, con particolare attenzione all'Umanesimo. Diresse inoltre la Historia y crítica de la literatura española (pubblicata dall'editorial Crítica, composta da nove volumi, più nove supplementi) e la Biblioteca Clásica de la Real Academia Española, iniziata nell'Editorial Crítica, sotto la guida del Centro para la Edición de los Clásicos Españoles che lo stesso Rico iniziò e contribuì a sviluppare.
Nel 1998 vinse il XII Premio Internazionale Menéndez Pelayo, nel 2004 il Premio Nazionale della Ricerca Ramón Menéndez Pidal e nel 2013 il Premio Internazionale di Saggistica Caballero Bonald e il Premio Internazionale Alfonso Reyes del Colegio de México.
Morì a Barcellona il 27 aprile 2024, il giorno prima di compiere 82 anni.

## Opere
- La novela picaresca y el punto de vista, Barcellona: Seix Barral, 1970 (5ª ed. ampliata, 2000).
- El pequeño mundo del hombre, Madrid: Castalia, 1970 (ripubblicato in Alianza e, nuovamente, in Destino).
- Alfonso el Sabio y la General Estoria, Barcellona: Ariel, 1972 y 1984.
- Vida u obra de Petrarca: lectura del Secretum, Padova: Antenore, 1974.
- Nebrija frente a los bárbaros, Salamanca: Università di Salamanca, 1978.
- Primera cuarentena y tratado general de literatura, Barcellona: El Festín de Esopo, 1982.
- Problemas del Lazarillo, Madrid: Cátedra, 1987.
- Breve biblioteca de autores españoles, Barcellona: Seix Barral, 1990 e altre edizioni.
- Texto y contextos: estudios sobre la poesía española del siglo XV, Barcellona: Crítica, 1991.
- El sueño del humanismo, Madrid: Alianza, 1993 (ripubblicato in Destino).
- Figuras con paisaje, Barcellona: Círculo de Lectores, 1994 e Destino, 2009 (corretta e accresciuta).
- Estudios de literatura y otras cosas, Barcellona: Destino, 2002.
- Los discursos del gusto, Barcellona: Destino, 2003.
- Quijotismos, Aldeamayor de San Martín: Ayuntamiento de Aldeamayor de San Martín, 2005.
- El texto del Quijote, Barcellona: Destino, 2006.
- Tiempos del "Quijote", Barcellona: Acantilado, 2012

### Opere tradotte in italiano
- La Lectura del «Secretum», Padova, Antenore, 1974.
- Biblioteca spagnola. Dal Cantare del Cid al Beffatore di Siviglia, traduzione di Sonia Piloto di Castri, Collana Piccola Biblioteca n.614, Einaudi, Torino, 1994, ISBN 978-88-061-3061-9.
- L'uomo come microcosmo. La fortuna di un'idea nella cultura spagnola, traduzione di Patrizia Picamus, Collezione di Testi e di Studi, Il Mulino, Bologna, 1994, ISBN 978-88-150-4220-0.
- Il sogno dell'umanesimo. Da Petrarca a Erasmo, a cura di Guido Maria Cappelli, traduzione di Daniela Carpani, Collana Piccola Biblioteca n.652, Einaudi, Torino, 1996, ISBN 978-88-061-4734-1.
- Il romanzo picaresco e il punto di vista, A cura di Antonio Gargano, traduzione di Raffaele Pinto, Bruno Mondadori, Milano, 2001, ISBN 978-88-424-9732-5.
- Ritratti allo specchio (Boccaccio, Petrarca), Antenore, Roma-Padova, 2012, ISBN 978-88-845-5675-2.
- Il romanzo, ovvero le cose della vita: lezione Sapegno 2006, Aragno, Torino, 2012
- I venerdì del Petrarca, Collana Piccola Biblioteca n.693, Milano, Adelphi, 2016, ISBN 978-88-459-3103-1. (contiene anche Profilo biografico del Petrarca, scritto in collaborazione con Luca Marcozzi)

### Curatele
- La novela picaresca española, Barcellona: Planeta, 1966.
- Agustín Moreto, El desdén, con el desdén, Madrid: Castalia, 1978.
- Francesco Petrarca, Obras 1. Prosa, Madrid: Alfaguara, 1978.
- Historia y crítica de la literatura española, Barcellona: Crítica, 1980-2000.
- Mateo Alemán, Guzmán de Alfarache, Barcellona: Planeta, 1983.
- Lope de Vega, El caballero de Olmedo, Barcellona: Cátedra, 1984.
- Lazarillo de Tormes, Madrid: Cátedra, 1986, y Real Academia Española, 2011.
- Mil años de poesía española, Barcellona: Planeta, 1996, e numerose edizioni.
- Miguel de Cervantes, Don Quijote de la Mancha, Barcellona: Crítica, 1998 (molteplici riedizioni).
- Francesco Petrarca, Gabbiani, Milano, Adelphi, 2008.
- Mil años de poesía europea, Barcellona: Planeta, 2009 e varie riedizioni (Círculo de Lectores) e 2015 (Real Academia Española).
- Miguel de Cervantes, Don Chisciotte della Mancia, Bompiani, 2012 (introduzione e note)

## Curiosità
- Apparve come personaggio secondario negli ultimi romanzi di Javier Marías (l'ultimo, Así empieza lo malo [trad. it.: Così ha inizio il male]), così come in un altro di Arturo Pérez Reverte, Hombres buenos (trad. it.: Due uomini buoni), e in El vientre de la ballena (trad. it.: La donna del ritratto), di Javier Cercas (che fu alunno e collaboratore del filologo durante gli anni 90). Rispetto alla sua condizione di personaggio nei romanzi di J. Marías, si veda "Ficticio novelista verdadero", in Mercurio, febbraio 2015.[6]